# خير النساء غل
 خيرالنساء غل (بالتركية: Hayrünnisa Gül)‏ (18 أغسطس 1965 بإسطنبول تركيا -) وتعتبر سيدة تركيا الأولى. تزوجت عبد الله غل، الرئيس الحادي عشر لتركيا، في 20 أغسطس 1980. وأنجبت له أحمد منير، محمد أمره وابنة كُبرى.
ثار جدل حول السيدة «غُل» بسبب ارتدائها الحجاب، الذي يعتبره بعض أعضاء المؤسسة العلمانية رمزا للإسلام السياسي، علمًا بأن إدخال الدين في السياسة ممنوع في تركيا وفقا للدستور التركي. ترتدي السيدة «غُل» الحجاب في الحياة اليومية. أدى ارتدائها للحجاب إلى رفض قبول التحاقها بدرجة الليسانس في جامعة أنقرة. بعد ذلك، قدمت طلبًا ضد تركيا إلى المحكمة الأوروبية لحقوق الإنسان. وقد أصبح زوجها في هذا الوقت وزير خارجية تركيا.

## سيدة تركيا الأولى
بدأت السيدة 'غُل' مشاريع اجتماعية عديدة تهدف إلى معالجة قضايا مثل الصحة والتعليم وحقوق المرأة. في 7 أكتوبر 2010، أصبحت السيدة 'غُل' السيدة الأولى لمخاطبة الجمعية البرلمانية لمجلس أوروبا بشأن المسائل التي يواجهها الأطفال والنساء.